# Centrum (Baarn)

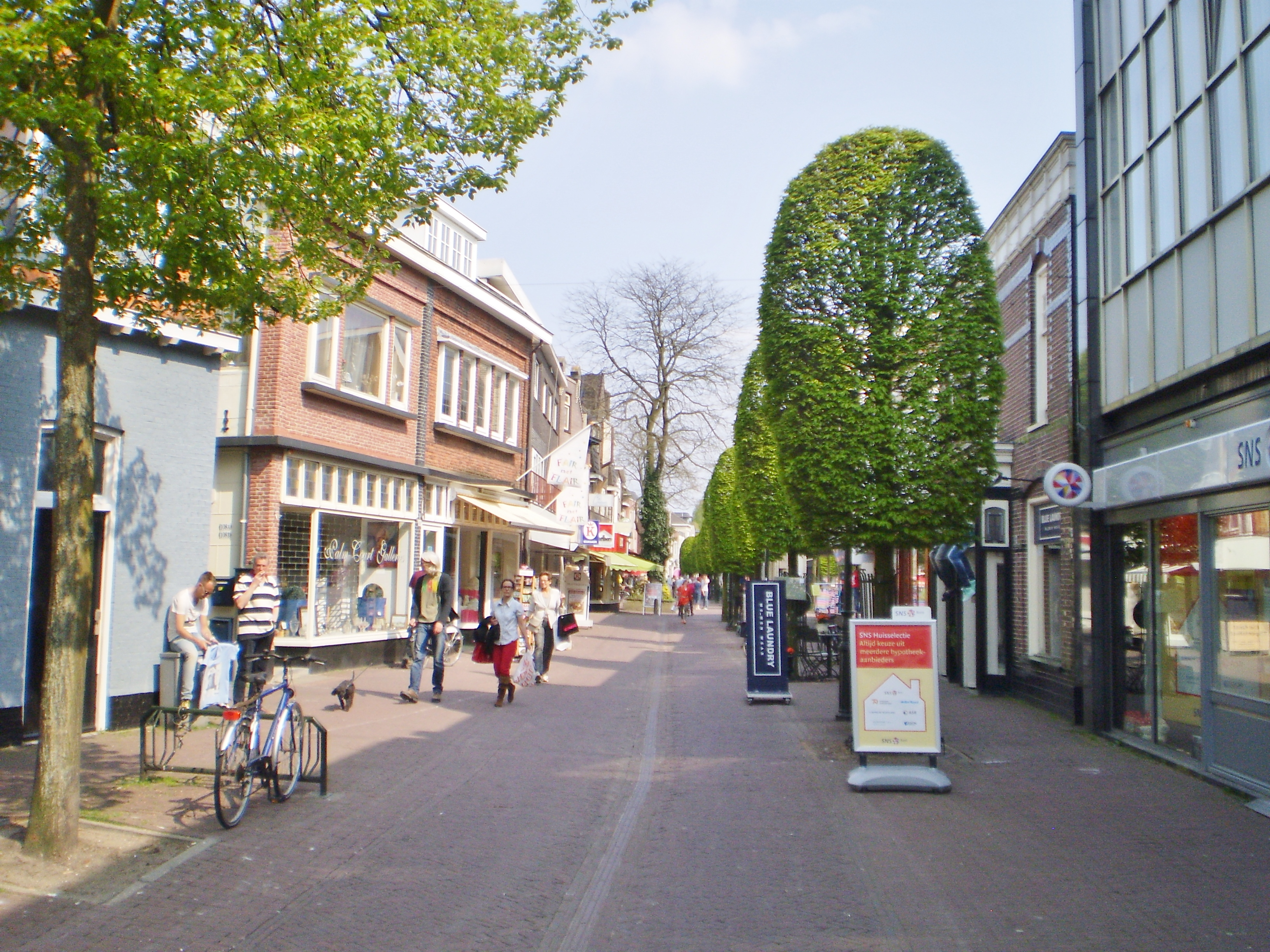
Laanstraat

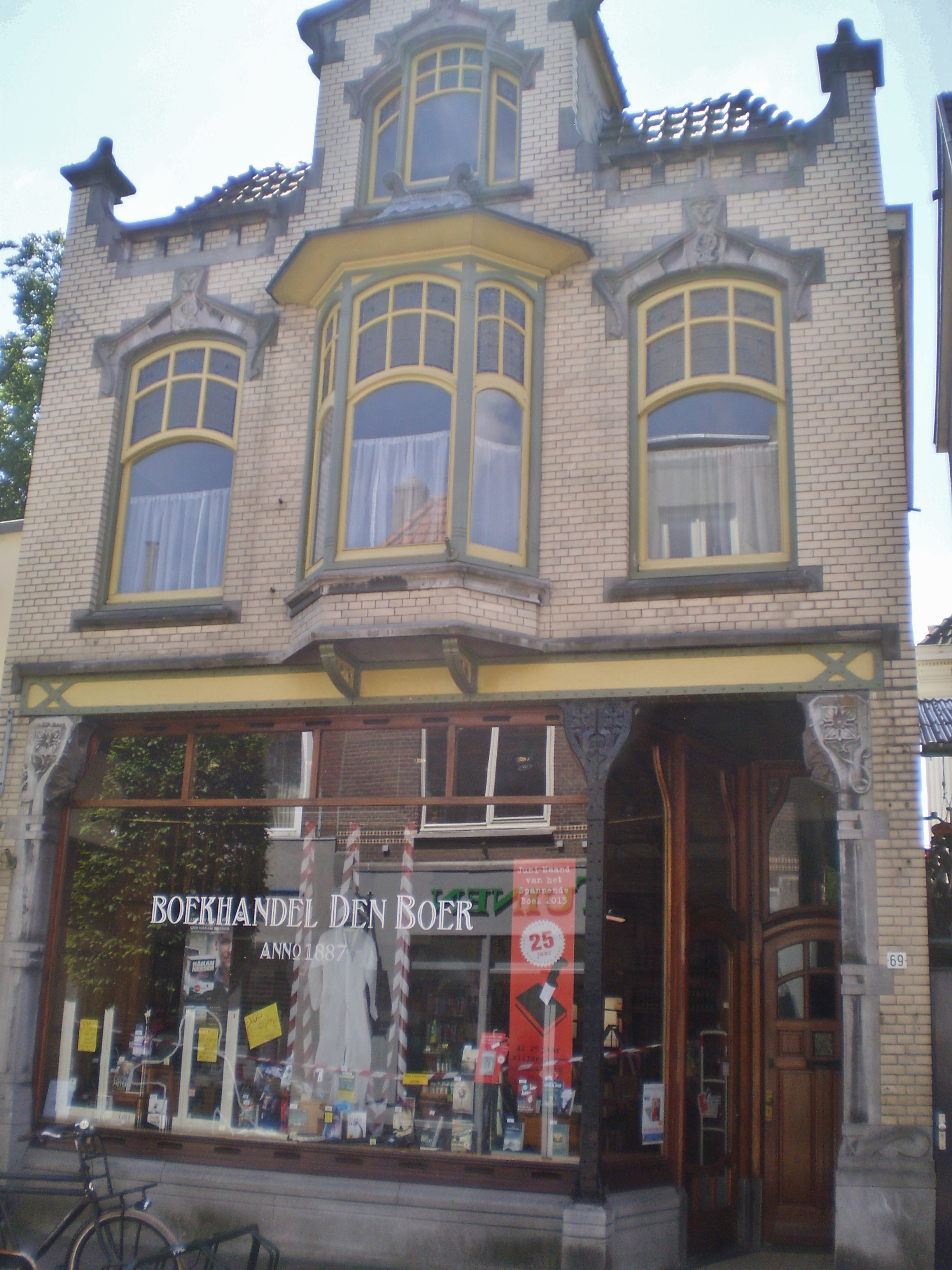
Laanstraat

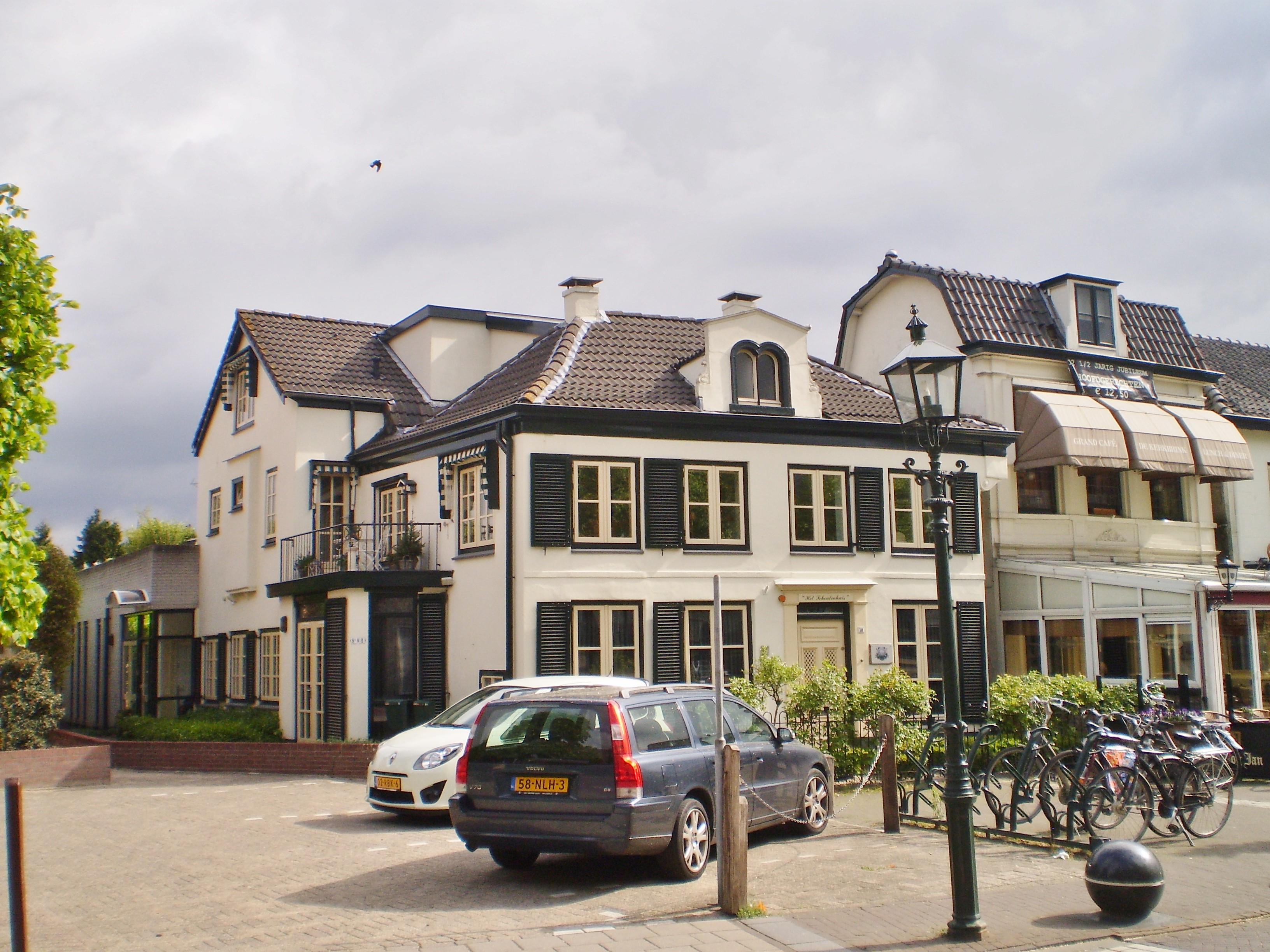
Schoutenhuis

Het centrum van Baarn is een buurt van Baarn met een oppervlakte van 33 ha en een inwoneraantal van 1530 (2008). Het gebied ligt tussen de Eemnesserweg/Brink in het noorden, de Bosstraat (gedeelte) in het oosten, de Stationsweg/Leestraat/Spoorstraat in het zuiden en de Prins Hendriklaan/Nieuw Baarnstraat in het westen.
Het gebied bestaat uit de volgende straten:
| - Bosstraat - Brinkstraat (aanloopstraat) - Brink - Brinkzicht - Brinkendael - Laanstraat - Laandwarsstraat - Leestraat - Lommeroord - Merelhof - Mollerusstraat | - Nieuwstraat - Nijverheidstraat - Oranjestraat - Oranjepark - Parkstraat - Parkstaete - Perahof - Spoorstraat - Stationsweg - Turfstraat |

70% van de Baarnse winkels ligt in het centrum. In 2010 waren er meer dan 150 winkels.
Middelpunt van de stad Baarn is het plein de Brink met bomen, een muziektent, restaurants en avondgelegenheden met terrassen aan de pleinkant. Aan de Brink staan verder de Pauluskerk, het schoutenhuis en de Wilhelminabank. Aan de Laanstraat staat ook het oude gedeelte van het gemeentehuis van Baarn.
Doordat de Brinkstraat en de Laanstraat in elkaars verlengde liggen is het winkelgebied langgerekt. Kenmerk van de Laanstraat is de kleinschaligheid in pandenstructuur.
Amaliapark ·
Centrum ·
Componistenwijk ·
Eemdal ·
Noordschil ·
Oosterhei ·
Pekingtuin ·
Prins Hendrikpark ·
Professorenwijk ·
Rode Dorp ·
Schilderswijk ·
Schoonoordpark ·
Staatsliedenwijk ·
Transvaalwijk ·
Tuindorp ·
Wilhelminapark ·
Zandvoort ·
Zeeheldenwijk